# Гусеницеїд бразильський
Гусеницеїд бразильський (Conopophaga cearae) — вид горобцеподібних птахів родини гусеницеїдових (Conopophagidae).

## Поширення
Ендемік Бразилії. Поширений на сході країни в штатах Сеара, Ріу-Гранді-ду-Норті, Параїба, Пернамбуку та Алагоас. Мешкає у лісах каатинга.

## Опис
Дрібний птах, завдовжки 11,5—14 см. Тіло пухке з великою сплющеною головою, коротким конічним дзьобом, короткими і закругленими крилами, квадратним хвостом та міцними ногами. Оперення коричнево-червоного забарвлення на лобі, вершині голови і потилиці. Лице, боки шиї та груди світло-коричневі. Спина, крила та хвіст темно-коричневі. Черево біле.

## Спосіб життя
Трапляється поодинці або парами. Активний вдень. Проводить більшу частину дня, сідаючи на дуже низькі гілки кущів, чатуючи на потенційну здобич. Живиться комахами та іншими дрібними безхребетними. Інформації про розмноження бракує, але воно, ймовірно, не відрізняється від того, що можна спостерігати в інших видів гусеницеїдових.